# Fizička osoba
Fizička osoba ili naravna osoba, u pravu označava živog čovjeka kao pravnog subjekta, nositelja prava i obveza. U pravu svaka osoba je pravni subjekt. Osnovno je svojstvo fizičke osobe kao pravnog subjekta pravna sposobnost. Pravna sposobnost je svojstvo biti nositeljem prava i obveza. U suvremenim pravnim porecima svaki čovjek je pravni subjekt tj. nositelj prava i obveza no povijest nam pokazuje da pravna sposobnost nije prirođeno svojstvo čovjeka nego je to društveno svojstvo koje pravni poredak može, ali i ne mora priznati svakom čovjeku (npr. nekoć robovi nisu imali pravnu sposobnost jer u pravnom smislu nisu bili osobe tj. pravni subjekti, nego su bili izjednačeni sa stvarima tj. pravnim objektima).
U pravu fizička osoba nastaje rođenjem. To znači da dijete čim se rodi, dobiva pravnu sposobnost, tj. postaje nositelj prava i dužnosti. Dovoljno je da dijete pokazuje znakove života, a ne mora biti i sposobno za život. Porod mora biti završen a po hrvatskom pravu se "predmnijeva da je dijete rođeno živo" - tko tvrdi suprotno mora to dokazati. Činjenica rođenja upisuje se u maticu rođenih. Ponekad postoji potreba da se i još nerođenom djetetu sačuvaju neka prava pa se "uzima da je začeto dijete rođeno kad god se radi o njegovim probicima pod uvjetom da se rodi živo".
Fizička osoba prestaje smrću (time gubi i pravnu sposobnost) a može i prestati proglašenjem nestale osobe umrlom (u slučaju kada se ne zna je li neka osoba živa ili mrtva). Činjenica smrti upisuje se u maticu umrlih.

## Poveznice
- Pravna osoba
- Pravna sposobnost